# Skrzynka (powiat słupecki)
Skrzynka (niem. Lade) – wieś w Polsce położona w województwie wielkopolskim, w powiecie słupeckim, w gminie Ostrowite.
W latach 1975–1998 miejscowość administracyjnie należała do województwa konińskiego.